# Guillaume Durand II
Guillaume Durand II (ur. w Puimisson w diecezji Béziers, zm. w 1330 jako VI biskup Mende) – następca Guillaume Duranda, swego stryja i biskupa Mende.

## Życiorys
Jego ojcem był szlachcic Hugon Aquisvisis. Miał trzech braci: Pierre odziedziczył majątek rodzinny, natomiast dwaj pozostali Bernard oraz Pons zostali kanonikami w Mende.
7 marca 1291 otrzymał swoje pierwsze stanowisko w Banassac, w ówczesnej prowincji Gévaudan (obecnie departament Lozère). Powierzono mu troskę o tzw. kolację dla ubogich (kolacja św. Medarda, u Francuzów kolacja odpowiada naszemu obiadowi). Później został kanonikiem, następnie archidiakonem w Mende i w końcu, 17 grudnia 1296 r., biskupem. Formalnie było to wbrew zasadom, gdyż formalnie miał za niskie stanowisko. Stało się to za specjalną prerogatywą wydaną przez Bonifacego VIII, wobec wakatu po śmierci wuja. Formalny ingres nastąpił dopiero 23 października 1304 roku.

## Pariagium
Od 1161 roku, mocą złotej bulli (Bulle d'or) nadanej za zasługi Aldebertowi III, biskupi Mende otrzymali władzę świecką w mieście Mende i hrabstwie Gévaudan. Od 1258 r. kraina Gévaudan, dotąd podlegająca królowi Aragonii, została włączona do francuskiej domeny królewskiej. Władza biskupia i królewska nakładały się na siebie na terytoriach wicehrabstwa Grèzes nadanego biskupom jeszcze w czasach, gdy Gévaudan znajdowało się pod panowaniem dynastii aragońskiej. Na początku XIV w. Grèzes znajdowało się we władaniu wicehrabiów z rodu Peyre. W międzyczasie wyrosły też majątki 6 innych     baronii Gévaudan. Ich właściciele mieli obronne zamki i wcale nie uznawali powstałych podległości (może nawet o nich nie wiedzieli). Poczynali sobie dość swobodnie, często z uszczerbkiem dla majątku biskupiego. Największym miastem prowincji było Marvejols. Tam miał siedzibę sędzia (bailli) seneszala w Beaucaire (Gard), często współpracujący z biskupami Mende.
Guillaume Durand nie miał siły, aby usunąć z władztwa biskupiego baronów lub tylko ich zmusić do uznania jego zwierzchności. Aby jako tako zabezpieczyć się przed nimi, dodatkowo obsadził swoimi ludźmi warowną osadę La Garde-Guérin i zaczął szukać rozwiązania swego problemu. W 1302 roku otrzymał La Chaise-Dieu oraz z tego tytułu przeoraty Brion, Termes, Saint-Pierre-le-Vieux oraz Bacon. Ponadto, otrzymał od Króla Francji relikwie św. Krzyża i uroczyście wprowadził je do katedry w Mende.
Korzystając z przychylności króla, Guillaume Durand postanowił przedstawić królowi Złotą bullę Aldeberta III i wyegzekwować jej przepisy. Między 1301 a 1302 rokiem przygotował memoriał przypominający racje i dowody na przynależność terenu do kościoła oraz do hrabiów biskupów Gévaudan (z siedzibą w Mende). Zbierał dowody i szukał poparcia ze strony ważnych osób takich jak Gaucelin de la Garde (biskup Maguelone) oraz Pierre de La Chapelle-Taillefert (arcybiskup Tuluzy). Przypomniał też królowi jakie ten ma uprawnienia w Gévaudan i zainteresował go ich egzekucją. Proces w tej sprawie został zaczęty 36 lat wcześniej i dotyczył ustalenia granic poszczególnych obszarów. Po procesie, 3 lutego 1307 roku doszło do zawarcia pariagium pomiędzy królem Filipem Pięknym a Durandem. Akt rozdzielał Gévaudan na trzy obszary zależne od biskupów, od króla i część wspólną. Filip Piękny uznał biskupów Mende za świeckich książąt Gévaudan i przyznał im prawo bicia własnej monety. Księstwo biskupie utrzymało się do Rewolucji francuskiej, przez te lata Mende oficjalnie było stolicą świecką i religijną regionu. Królewski sędzia rezydował w Marvejols, natomiast sąd kościelny znajdował się w Mende. Baronowie musieli uznać swą podległość albo w stosunku do biskupów albo w stosunku do króla, musieli płacić podatki i wykonywać obowiązki wasala, jednak mając swobodę działań na swoim terenie. Na pewien czas zapanowała zgoda, jednak baronowie próbując zrzucić pętające ich ograniczenia rozpoczęli proces przed parlamentem paryskim. Wyrok z 1341 roku okazał się dla nich niekorzystny i popadli w niełaskę u króla. W XVI w. niechętni władzy biskupiej baronowie z Gévaudan w większości opowiedzieli się po stronie hugenotów i w czasie wojen religijnych ich zamki zdobyto i zburzono.

## Przeciw Templariuszom
Guillaume Durand był w dobrych kontaktach z królem Filipem Pięknym. Król i papież Klemens V postanowili zniszczyć zakon templariuszy. W sierpniu 1308 r. biskup został powołany w skład rady 8 komisarzy naznaczonych przez papieża do prowadzenia procesu. 5 czerwca 1311 r. biskup przedstawił raport z procesu, nieobiektywny, nacechowany wielką wrogością do templariuszy i zgodny z sądową instrukcją otrzymaną od papieża.
Sobór w Vienne (1311-1312) na podstawie raportu potępił templariuszy. Dla stworzenia pozorów zagrożenia ze strony templariuszy w 1312 r. biskup musiał dla siebie utworzyć straż ochronną w Paryżu.

## Próba reform
Na sobór w Vienne Guillaume Durand przygotował też raport zatytułowany Tractatus de modo generalis Concilii celebrandi w którym proponuje reformę kościoła.
Raport został odczytany 16 października 1311 r. W raporcie Durand podaje w wątpliwość sens absolutnej władzy Stolicy Apostolskiej nad Kościołem, opowiada się za zniesieniem celibatu księży i apeluje się za bezpłatnym udzielaniem sakramentów, sprzeciwia się świętom religijnym, gdyż jak uważa, są zbyt rozpustne. Pomysły Duranda nie znalazły poparcia i zostały odrzucone, w obawie schizmy. Raport nie zachwiał jednak zaufania papieża do niego, zwłaszcza w kwestii procesu templariuszy.

## Doradca królewski
W 1316 roku, po śmierci Jana I, Durand jako prawnik wystąpił z propozycją wzmocnienia praw do tronu Filipa V. Dzięki temu stał się doradcą królewskim. Był aktywny w dyplomacji. W 1317 r. negocjował traktat francusko-kastylijski, a także dokonał arbitrażu między hrabią Rodez a hrabią Armagnac (ustalenia zostały anulowane przez papieża Jana XXII). W wielu sprawach Durandus był pośrednikiem pomiędzy królem francuskim a papieżem. Między 1319 i 1321, przebywał w Anglii jako rozjemca, negocjator pokojowy w konflikcie między królami Anglii oraz Szkocji

## Organizowanie krucjaty i śmierć
W 1323 r. we współpracy z Amauri de Narbonne próbował zorganizować krucjatę, ale pomysł nie został zrealizowany. Na życzenie papieża Jana XXII i króla Filipa Valois powrócił do pomysłu zorganizowania krucjaty. Pomysł krucjaty wynikł z doniesień uzyskanych przez Egipt od Pierre de Palu (Pierre III de la Palude) – patriarchy Jerozolimy.
Niedomagający na zdrowiu, 24 kwietnia 1329 r. uzyskał od papieża pełne rozgrzeszenie (absolucję) w obliczu śmierci. Umarł w Nikozji, na Cyprze, w lipcu 1330 roku. Został pochowany w Nikozji, po lewej stronie ołtarza kościoła Sainte-Marie de Beaulieu. Sam kościół został zniszczony już w XVI wieku.

## Pozostałości
Guillaume Durand tam gdzie się uczył i spędzał młode lata, ufundował kaplicę św. Privata z Mende, na terenie opactwa Notre-Dame-de Cassan, niedaleko Béziers w departamencie Hérault (departament). Znajdowała się tam jego rzeźbiona podobizna. Została zakupiona przez Société archéologique du Midi de la France 10 sierpnia 1833 r. i przeniesiona do Muzeum Augustiańskiego Tuluzie.
Była to czarna, żyłkowana płyta na której umieszczono wykonaną z białego marmuru dwumetrowej wysokości podobiznę biskupa, w uroczystym stroju biskupim, z pastorałem przy prawym boku i ramionami skrzyżowanymi na piersi. Jego stopy spoczywają na smoku z błoniastymi skrzydłami a nad głową umieszczono baldachim.

## Dzieła
Jego dziełem są:
- Mémoire relatif au paréage, 1305-1307
- Tractatus de modo generalis Concilii celebrandi, 1309-1311